# Караноур
Караноур, или Гараноур (азерб. Qaranohur — от азерб. гара — «чёрное» и ноур, нохур — «озеро», «водоём», «болото») — высокогорное озеро, расположенное в Исмаиллинском районе Азербайджана (в 8 км к северо-востоку от города Исмаиллы), на высоте около 1520 м над уровнем моря, в бассейне реки Караноурчай на Большом Кавказе.
До того, как в 1966 году была проложена асфальтовая дорога в Лагич, местечко Гараноур долгое время служило перевалочным пунктом из города Исмаиллы в Лагич. По словам директора Исмаиллинского туристического информационного центра С. Сулейманова, озеро Караноур является одним из мест для будущего туризма в районе.

## Характеристики
Минерализация воды в озере высокая и превышает 1000 мг/л. Воды этого озера непригодны для сельскохозяйственных культур.
Летом средняя температура воды составляет около 15 °C. В 1959—1960 гг. исследователи Х. И. Заманов и Р. Б. Тарвердиев провели гидрологические работы по исследованию озера и одновременно производили наблюдения за температурой воды озера. В результате исследований, в озере была обнаружена различная продолжительность повышения и понижения температуры воды в течение суток. Помимо этот было выяснено, что температура воды изменяется в горизонтальном направлении, в основном, вследствие изменения глубины озера. Так, авторы установили, что с удалением от берега температура воды в поверхностном слое убывает, а амплитуда колеблется от 27,7 °C до 18,0 °C..
В озере Гараноур с удалением от берега обнаруживается повышение прозрачности, которая достигает своего максимума в середине озера.